# 宝岗体育场
宝岗体育场，是广东省广州市的一間運動場，位于海珠区宝岗大道新鳳祥大街。

## 歷史
19世紀西人來華，帶來各種體育運動，其中就包括賽馬運動。廣州最先出現賽馬，大約在光緒初年，而寶岡就是夷人跑馬場所在，南海詩人張品楨《清修閣稿》卷七有《鬥馬行》詩，前有序說：
|  | 西洋人每歲孟冬以走馬角勝負，圍粵城河南之寶岡以為戲馬場。輸贏動計萬金，觀者如堵場焉。 |

詩中描寫比賽情形是連場騁逐比校獵，斑衣五色紛離披。
據載清嘉慶二十一年(1816年)，廣州河南寶崗就設有馬場，進行中式賽馬，勝者獎以錦旗和傳統的全豬、餅餌。

## 概覽
現場館始建于1952年，是1951年時廣州市同海珠區當局組織機關幹部同工人、學生到此地興建。占地面积24283平方米，2000多个观众席，有标准人造草足球场，六条400米塑胶跑道，并设有灯光夜场，可全天向市民提供足球、篮球、田径等活动。1985年体育场修建了400米煤渣跑道和足球场，1997年增加了灯光设施，1999年将煤渣跑道改为塑胶跑道，加建1个标准篮球场，2003年将足球场铺设人造草皮。